# Interwencja na Korfu
Interwencja na Korfu (znana również, głównie w historiografii anglojęzycznej, jako incydent Korfu lub kryzys Korfu) − konfrontacja zbrojna pomiędzy faszystowskim Królestwem Włoch a Królestwem Grecji, pomiędzy 31 sierpnia a 27 września 1923 roku. Jego bezpośrednią przyczyną było zabicie przez nieznanych sprawców na terytorium Grecji pięciu włoskich członków międzynarodowej komisji granicznej. Wobec odrzucenia przez rząd grecki ultimatum dotyczącego zadośćuczynienia, Włosi przeprowadzili bombardowanie i desant na wyspę Korfu. Po przekazaniu sprawy w gestię Ligi Narodów przy aktywnym udziale dyplomacji brytyjskiej ustalono satysfakcjonujące Włochy odszkodowanie, w zamian za co ich wojska opuściły wyspę do końca września. Zdarzenie to uznawane jest za pierwszy przykład ekspansywnej polityki Włoch po dojściu do władzy Narodowej Partii Faszystowskiej Benito Mussoliniego.

## Przyczyny kryzysu
Narodowa Partia Faszystowska objęła władzę we Włoszech w wyniku zamachu stanu zwanego Marszem na Rzym (28 października 1922 roku). Po umocnieniu się na stanowisku premiera, Benito Mussolini zdecydował się na rozpoczęcie bardziej agresywnej polityki zagranicznej. Uznając za pierwszoplanowy przedmiot swych roszczeń bezpośrednie sąsiedztwo, kraje bałkańskie, zwrócił uwagę na wyspę Korfu, od 1864 roku pod władaniem greckim, o strategicznym położeniu w sąsiedztwie Cieśniny Otranto. Sytuacja międzynarodowa w pierwszej połowie 1923 roku była korzystna dla dążeń Mussoliniego: wśród głównych zwycięzców I wojny światowej: Francji i Wielkiej Brytanii, pojawiły się konflikty w sprawie okupacji Zagłębia Ruhry, traktat lozański z lipca 1923 roku przyznał Włochom, kosztem Grecji, prawa do wysp Dodekanezu. Grecja była wyczerpana niedawną wojną z Turcją.
Bezpośrednim pretekstem do agresji było zabójstwo przez nieznanych sprawców, 27 sierpnia 1923 roku, pięciu członków międzynarodowej komisji, wytyczającej z ramienia Rady Ambasadorów granicę grecko-albańską w rejonie miasta Janina, wśród nich generała Enrico Telliniego, przewodniczącego komisji ze strony włoskiej. Dwa dni później rząd włoski wystosował ultimatum, domagając się od Grecji zadośćuczynienia. Składało się ono z siedmiu punktów, obejmujących obok odnalezienia i ukarania winnych oraz wysokiego odszkodowania pieniężnego (50 milionów lirów w ciągu pięciu dni), także szereg upokarzających żądań, takich jak odprawienie nabożeństwa za zmarłych w katedrze katolickiej w Atenach, z obowiązkowym udziałem wszystkich członków rządu greckiego oraz oddanie honorów wojskowych fladze włoskiej i ofiarom zabójstwa w czasie przenoszenia zwłok na okręt włoski w porcie. Termin ultimatum upływał już 30 sierpnia. Wobec tak sformułowanych warunków rząd Stylianosa Gonatasa, który był skłonny zgodzić się z niektórymi z nich, nie mógł przystać na te, które godziły w godność narodu. Taki obrót spraw był po myśli Mussoliniego, przygotowującego się do konfrontacji zbrojnej.

## Inwazja

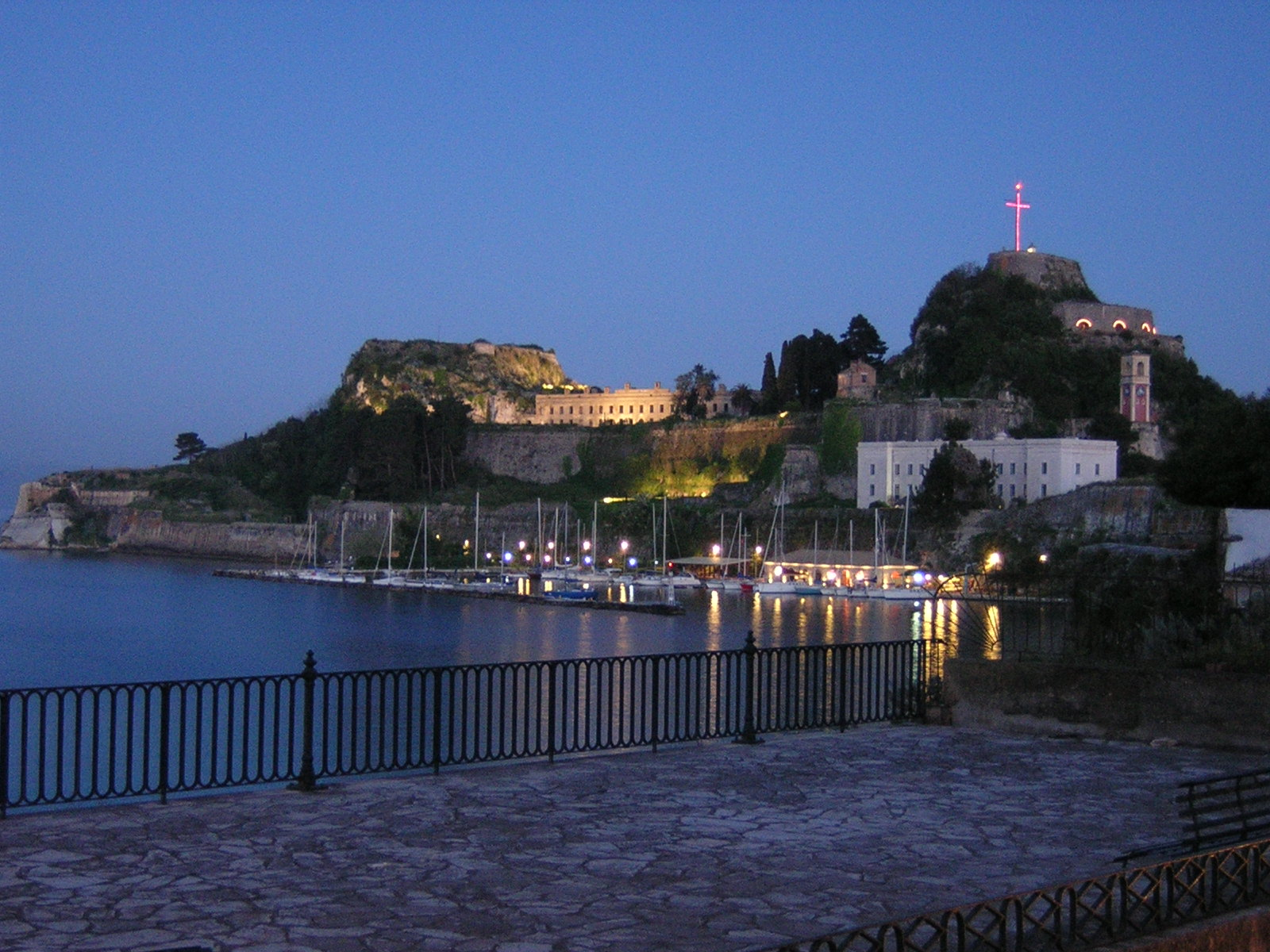
Stara forteca w Korfu, wygląd współczesny

Już 30 sierpnia okręty Regia Marina, prowadzące w tym czasie ćwiczenia, zostały postawione w stan gotowości bojowej i zgrupowane w bazie w Tarencie. Następnego dnia silny zespół, dowodzony przez wiceadmirała Emilio Solariego, wyruszył w stronę Korfu. W jego skład wchodziły cztery pancerniki („Conte di Cavour” jako okręt flagowy, „Giulio Cesare”, „Andrea Doria” i „Caio Duilio”), cztery krążowniki, 22 niszczyciele, pięć okrętów podwodnych oraz sześć transportowców z desantem 10 tysięcy żołnierzy. Wstrzymana została wszelka komunikacja morska z Grecją, zaś greckie statki przebywające we włoskich portach zostały aresztowane. Około 15.00 31 sierpnia okręty włoskie znalazły się na redzie Korfu. Wysłany przez Solariego parlamentariusz przekazał radzie miasta, że w ciągu godziny port zostanie zajęty przez wojsko włoskie, zaś miejscowy garnizon ma wywiesić białą flagę na znak kapitulacji. Ponieważ jednocześnie Włosi uniemożliwili władzom miasta kontakt z rządem w Atenach, odrzuciły one tak sformułowane ultimatum, podobnie postąpił dowódca garnizonu. W odpowiedzi okręty włoskie oddały kilka salw artyleryjskich, początkowo ślepymi nabojami, później ostrą amunicją średnich kalibrów (152 i 120 mm). Celami były: portowa twierdza (Fortezza Vecchia − stara forteca) oraz koszary wojska i żandarmerii. W tym samym czasie osłaniające włoski zespół z powietrza samoloty myśliwskie ostrzelały ulice miasta z broni pokładowej. Po kilkunastu minutach garnizon wywiesił białą flagę i ostrzał ustał.
Ofiarami bombardowania (około 20 zabitych, w tym dzieci i ponad 50 rannych) byli głównie cywilni uchodźcy z Azji Mniejszej, zakwaterowani, o czym Włosi nie mieli pojęcia, wewnątrz murów fortecy. O 17.00 włoski ambasador w Atenach przekazał rządowi greckiemu oficjalną notę dyplomatyczną, informującą, że na Korfu wylądowały wojska włoskie z zamiarem czasowej okupacji i blokady wyspy, bez jakichkolwiek kroków o charakterze aktu wojennego. Do desantu przystąpiono około 18.00, w miejscowościach Mandukion i Kastrades, zaś po zajęciu portu wyładowano w nim pozostałe oddziały. Grecki garnizon, wobec olbrzymiej dysproporcji sił (około 100 żołnierzy i 150 żandarmów wobec 10 tysięcy piechoty włoskiej, wspieranej przez flotę i lotnictwo) nie próbował jakiegokolwiek oporu. Na fortecy zawisła włoska flaga. Obecni w mieście przedstawiciele dyplomatyczni państw obcych udali się na „Conte di Cavour” i zostali przyjęci przez Solariego, któremu przedstawili protest przeciwko bombardowaniu i naruszaniu neutralności Korfu. W odpowiedzi admirał oświadczył, że jego działanie nie nosi znamion wojny i jest jedynie manifestacją konieczną dla otrzymania zadośćuczynienia od Greków.
1 września część włoskich okrętów odpłynęła z Korfu, rozpoczynając działania blokadowe wobec greckich portów w Pireusie i Prewezie. Gubernatorem wyspy został mianowany wiceadmirał Diego Simonetti. Jeszcze tego samego dnia i w dniu następnym zajęto wszystkie okoliczne wysepki, w tym Paksos i Andipaksos oraz miejscową stację radiotelegraficzną i inne ważne punkty. Podczas tych operacji aresztowano około 80 opierających się Greków. Wobec zagrożenia stwarzanego przez włoskie okręty podwodne, patrolujące wody na południe od Korfu, flota grecka została wycofana w głąb Morza Egejskiego.

## Rozmowy dyplomatyczne
Już 1 września Grecja złożyła skargę do Ligi Narodów. Był to pierwszy przypadek wykorzystania tej instytucji przez małe państwo przeciwko silniejszemu. Została ona poparta przez dyplomację brytyjską, która nie chciała jakichkolwiek zmian w rejonie akwenu Morza Śródziemnego. Ponadto przedstawiciele rządów europejskich zbyt dobrze jeszcze pamiętali I wojnę światową, która wybuchła wskutek zamachu w Sarajewie. Analogia była aż nadto oczywista. Lord Curzon przerwał wakacje we Francji i powrócił do Londynu, jeszcze z drogi w Paryżu wysyłając telegraficznie instrukcje dla przedstawiciela Zjednoczonego Królestwa w Genewie. Rada Ligi narodów potępiła werbalnie agresję włoską, na co Mussolini zareagował groźbą wystąpienia z tej instytucji.
W efekcie mocarstwa zdecydowały o przekazaniu sprawy Radzie Ambasadorów, naciskając na Grecję, aby ustąpiła włoskim żądaniom. 8 września rząd grecki zdecydował o przyjęciu większości warunków ultimatum z 29 sierpnia, w zamian za opuszczenie przez Włochów Korfu. Uzgodniono powołanie międzynarodowej komisji śledczej, mającej zająć się ściganiem sprawców zabójstwa w Janinie. Grecja miała wyrazić ubolewanie międzynarodowej komisji granicznej, wypłacić odszkodowanie w wysokości ustalonej przez Międzynarodowy Trybunał w Hadze (na jego poczet zdeponowano żądane przez Włochy 50 milionów lirów), odprawić nabożeństwo żałobne w katedrze ateńskiej i oddać honory wojskowe zwłokom zamordowanych. 13 września Włosi zwolnili greckie statki, zatrzymane w portach.
W trakcie trwania konfliktu duża część prasy europejskiej stanęła po stronie Mussoliniego. Brytyjski „Daily Mail” z 8 września gloryfikował go jako „lidera wszystkich kochających wolność i sprawiedliwość”. Francuska dyplomacja była w ogóle przeciwna przedstawianiu sprawy Korfu na forum Ligi Narodów, obawiając się, że stworzy to precedens do podobnego rozwiązania konfliktu wobec francuskiej okupacji Ruhry. Brytyjczykom z kolei zależało na rozwiązaniu problemu przy zachowaniu status quo w regionie, ale nie chcieli w żaden sposób zerwać możliwości późniejszego porozumienia z Mussolinim. Sam włoski dyktator obawiał się międzynarodowej izolacji w przypadku niepowodzenia mediacji, więc był skłonny do ustępstw, o ile będzie mógł przedstawić zakończenie kryzysu jako swoje dyplomatyczne zwycięstwo. Zdał sobie równocześnie sprawę, że wszystkie następne próby zmiany układu sił w basenie Morza Śródziemnego muszą odbywać się ze szczególnym uwzględnieniem reakcji brytyjskich i ich interesów w regionie. Dowództwo Regia Marina uświadomiło mu, że w przypadku konfrontacji z bazującą na Malcie brytyjską Flotą Śródziemnomorską – która została postawiona w stan gotowości, a jeden z krążowników wysłany na wody w pobliżu Korfu – nie mają żadnych szans.
Po przeniesieniu zwłok zabitych na pokład jednego z włoskich okrętów w Prewezie, przy czym ze strony floty greckiej oddano honory banderze i salut z 21 wystrzałów, 23 września rozpoczęła się ewakuacja wojsk z Korfu i okolicznych wysp. Oficjalne przekazanie władzy rządowi greckiemu odbyło się 27 września, chociaż przez następne dwa dni włoskie okręty przebywały jeszcze na redzie portu. Mussolini przedstawił sprawę inwazji jako swój wielki sukces na arenie międzynarodowej, chociaż faktycznie został zmuszony do wycofania z terytorium, które zamierzał stale okupować. W całym kryzysie ujawniła się niewątpliwa słabość Ligi Narodów do rozstrzygania podobnych konfliktów i niechęć byłych państw ententy do interweniowania na granicy wybuchu wojny.